# Persone di nome Arturo
| Questa pagina contiene informazioni ricavate automaticamente dalle voci biografiche con l'ausilio del template Bio e di un bot. L'aggiornamento è periodico e automatico e ricostruisce completamente la pagina. Se manca una persona in questa lista, sei pregato di non aggiungerla, ma accertati piuttosto che la sua voce biografica contenga il template Bio e che i dati anagrafici siano correttamente compilati. Se il template Bio manca, inseriscilo tu stesso o, in alternativa, metti l'avviso {{tmp\|Bio}} che ne segnala la mancanza. Se i dati riportati sono sbagliati, correggi direttamente la voce biografica; le modifiche saranno visibili in questa lista entro pochi giorni. Per chiarimenti vedi il progetto antroponimi. La lista contiene solo le 324 persone che sono citate nell'enciclopedia e per le quali è stato implementato correttamente il template Bio. Pagina aggiornata al 6 ago 2025. |

Questa è una lista di persone presenti nell'enciclopedia che hanno il nome Arturo, suddivise per attività principale.

## Allenatori di calcio(5)
- Arturo Di Napoli, allenatore di calcio e ex calciatore italiano (Milano, n. 1974)
- Arturo Reyes, allenatore di calcio e ex calciatore colombiano (Santa Marta, n. 1969)
- Arturo Salah, allenatore di calcio, ex calciatore e dirigente sportivo cileno (Santiago del Cile, n. 1949)
- Arturo Torres Carrasco, allenatore di calcio e calciatore cileno (Coronel, n. 1906 - Santiago del Cile, † 1987)
- Arturo Vázquez Ayala, allenatore di calcio e ex calciatore messicano (Città del Messico, n. 1949)

## Allenatori di pallacanestro(1)
- Arturo Álvarez Álvarez, allenatore di pallacanestro spagnolo (Mieres, n. 1976)

## Altisti(1)
- Arturo Chávez, altista peruviano (Santiago del Cile, n. 1990)

## Ammiragli(2)
- Arturo Ciano, ammiraglio e imprenditore italiano (Livorno, n. 1874 - † 1943)
- Arturo Riccardi, ammiraglio italiano (Pavia, n. 1878 - Roma, † 1966)

## Arbitri di calcio(4)
- Arturo Angeles, ex arbitro di calcio messicano (Città del Messico, n. 1953)
- Arturo Brizio Carter, ex arbitro di calcio messicano (Città del Messico, n. 1956)
- Arturo Legnazzi, arbitro di calcio argentino
- Arturo Yamasaki, arbitro di calcio peruviano (Lima, n. 1929 - Città del Messico, † 2013)

## Architetti(5)
- Arturo Conti, architetto italiano (Livorno, n. 1823 - Livorno, † 1900)
- Arturo Cucciolla, architetto italiano (Bari, n. 1948 - Bari, † 2021)
- Arturo Mezzedimi, architetto italiano (Poggibonsi, n. 1922 - Siena, † 2010)
- Arturo Pazzi, architetto italiano (San Martino dall'Argine, n. 1867 - Roma, † 1941)
- Arturo Tricomi, architetto italiano (Palermo, n. 1863 - Palermo, † 1928)

## Arcivescovi cattolici(3)
- Arturo Duque Villegas, arcivescovo cattolico colombiano (Antioquia, n. 1899 - Medellín, † 1977)
- Arturo Marchi, arcivescovo cattolico italiano (Copparo, n. 1846 - Lucca, † 1928)
- Arturo Rivera Damas, arcivescovo cattolico salvadoregno (San Esteban Catarina, n. 1923 - San Salvador, † 1994)

## Artisti(1)
- Arturo Vermi, artista italiano (Bergamo, n. 1928 - Paderno d'Adda, † 1988)

## Attori(10)
- Arturo Bragaglia, attore italiano (Frosinone, n. 1893 - Roma, † 1962)
- Arturo Castro, attore guatemalteco (Guatemala, n. 1985)
- Arturo Cirillo, attore e regista teatrale italiano (Castellammare di Stabia)
- Arturo Dominici, attore e doppiatore italiano (Palermo, n. 1916 - Roma, † 1992)
- Arturo Falconi, attore italiano (Napoli, n. 1867 - Torino, † 1934)
- Arturo Fernández Rodríguez, attore spagnolo (Gijón, n. 1929 - Madrid, † 2019)
- Arturo García Sancho, attore spagnolo (Bilbao, n. 1990)
- Arturo Garzes, attore e drammaturgo italiano (Caltanissetta, n. 1856 - Torino, † 1915)
- Arturo Peniche, attore messicano (Città del Messico, n. 1962)
- Arturo de Córdova, attore messicano (Mérida, n. 1908 - Città del Messico, † 1973)

## Attori teatrali(1)
- Arturo Maghizzano, attore teatrale italiano (Napoli, n. 1905 - Napoli, † 1970)

## Aviatori(2)
- Arturo Dell'Oro, aviatore italiano (Vallenar, n. 1896 - Cielo di Belluno, † 1917)
- Arturo Ferrarin, aviatore e militare italiano (Thiene, n. 1895 - Guidonia Montecelio, † 1941)

## Avvocati(6)
- Arturo Finadri, avvocato, notaio e politico italiano (Brescia, n. 1856 - Brescia, † 1924)
- Arturo Alessandri Palma, avvocato e politico cileno (Longaví, n. 1868 - Santiago del Cile, † 1950)
- Arturo Osio, avvocato e banchiere italiano (Bozzolo, n. 1890 - Roma, † 1968)
- Arturo Perugini, avvocato e politico italiano (Nicastro, n. 1919 - Roma, † 1983)
- Arturo Reggio, avvocato e politico italiano (Montirone, n. 1879 - Saiano, † 1959)
- Arturo Vecchini, avvocato e politico italiano (Ancona, n. 1857 - Ancona, † 1927)

## Banchieri(1)
- Arturo Schena, banchiere e politico italiano (Sondrio, n. 1917 - † 1990)

## Baritoni(1)
- Arturo Testa, baritono italiano (Milano, n. 1932 - Milano, † 2021)

## Botanici(1)
- Arturo Nannizzi, botanico italiano (Siena, n. 1887 - Siena, † 1961)

## Calciatori(44)
- Arturo Arrieta, calciatore argentino (Avellaneda, n. 1911)
- Arzu, ex calciatore spagnolo (Dos Hermanas, n. 1981)
- Arturo Bertolero, calciatore rumeno (Bereşti, n. 1907)
- Arturo Bertuccioli, ex calciatore e allenatore di calcio italiano (Pesaro, n. 1945)
- Arturo Biagi, calciatore e allenatore di calcio italiano (Viareggio, n. 1921)
- Arturo Boiocchi, calciatore e allenatore di calcio italiano (Milano, n. 1888 - Cormano, † 1964)
- Arturo Boniforti, calciatore italiano (Saronno, n. 1912 - Saronno, † 1943)
- Arturo Calabresi, calciatore italiano (Roma, n. 1996)
- Arturo Chaires, calciatore messicano (Guadalajara, n. 1937 - Guadalajara, † 2020)
- Arturo Chini Ludueña, calciatore argentino (Cañada de Gómez, n. 1904 - Washington, † 1993)
- Arturo Coddou, calciatore cileno (Penco, n. 1905 - † 1955)
- Arturo Codecasa, calciatore italiano (Viareggio, n. 1906)
- Arturo Farías, calciatore cileno (Santiago del Cile, n. 1927 - † 1992)
- Arturo Fernández, calciatore e allenatore di calcio peruviano (San Vicente de Cañete, n. 1906 - Lima, † 1999)
- Arturo Frateschi, calciatore italiano (La Spezia, n. 1900 - Volterra, † 1939)
- Arturo Galcerán, calciatore cubano
- Arturo García Yale, ex calciatore boliviano (Santa Cruz de la Sierra, n. 1965)
- Arturo Gentili, calciatore italiano (Stezzano, n. 1936 - Stezzano, † 2021)
- Alfonso González, calciatore messicano (Reynosa, n. 1994)
- Arturo Lazoli, calciatore italiano (Alessandria, n. 1898 - Alessandria, † 1976)
- Arturo Ledesma, calciatore messicano (Guadalajara, n. 1988)
- Arturo Lupoli, ex calciatore italiano (Brescia, n. 1987)
- Arturo Massari, ex calciatore italiano (Tresigallo, n. 1945)
- Arthur Meille, calciatore italiano (Luserna San Giovanni, n. 1892 - Torre Pellice, † 1977)
- Arturo Michelini, calciatore italiano (Sampierdarena, n. 1894)
- Arturo Mina, calciatore ecuadoriano (Río Verde, n. 1990)
- Arturo Molina, calciatore spagnolo (Abarán, n. 1996)
- Daniel Monllor, calciatore argentino (Posadas, n. 1984)
- Arturo Morelli, ex calciatore italiano (Voghiera, n. 1930)
- Arturo Muñoz, ex calciatore messicano (Città del Messico, n. 1984)
- Arturo Naveira, calciatore argentino
- Arturo Norambuena, ex calciatore cileno (Valdivia, n. 1971)
- Arturo Ortiz, calciatore messicano (Monterrey, n. 1992)
- Arturo Policaro, calciatore italiano (Piraju, n. 1906 - Modena, † 1975)
- Arturo Presselli, calciatore italiano (Trieste, n. 1919 - Trieste, † 1971)
- Arturo David Ramírez, ex calciatore argentino (Villa Ramallo, n. 1981)
- Arturo Reverberi, calciatore italiano (Casale Monferrato, n. 1904 - Verolengo, † 1963)
- Arturo Robecchi, calciatore italiano (n. 1897)
- Arturo Rodríguez, ex calciatore messicano (Azcapotzalco, n. 1990)
- Arturo Segado, calciatore spagnolo (Jaén, n. 1997)
- Arturo Silvestri, calciatore e allenatore di calcio italiano (Fossalta di Piave, n. 1921 - Pisa, † 2002)
- Arturo Tizzano, calciatore italiano (n. 1895 - Napoli, † 1932)
- Arturo Vianello, ex calciatore italiano (Venezia, n. 1958)
- Arturo Vidal, calciatore cileno (Santiago del Cile, n. 1987)

## Cantanti(1)
- Arturo "Zambo" Cavero, cantante e insegnante peruviano (Lima, n. 1940 - Lima, † 2009)

## Cardinali(1)
- Arturo Tabera Araoz, cardinale e arcivescovo cattolico spagnolo (El Barco de Ávila, n. 1903 - Roma, † 1975)

## Ceramisti(1)
- Arturo Politi, ceramista, scultore e pittore italiano (Recanati, n. 1913 - Recanati, † 1977)

## Cestisti(8)
- Ernesto Agard, ex cestista panamense (Panama, n. 1937)
- Arturo Brown, cestista statunitense (Worcester, n. 1961 - Boston, † 1982)
- Arturo Cacciamani, cestista argentino (n. 1933 - † 2020)
- Arturo Fernández Seara, ex cestista spagnolo (Ourense, n. 1956)
- Arturo Guerrero, ex cestista e allenatore di pallacanestro messicano (León, n. 1948)
- Arturo Imedio, cestista, allenatore di pallacanestro e dirigente sportivo spagnolo (Miranda de Ebro, n. 1930 - † 1990)
- Arturo Llopis, ex cestista spagnolo (Silla, n. 1971)
- Arturo Ruffa, cestista e allenatore di pallacanestro argentino (San Miguel de Tucumán, n. 1926 - Córdoba, † 2004)

## Chimici(2)
- Arturo De Varda, chimico italiano (Mezzolombardo, n. 1859 - Erba, † 1944)
- Arturo Miolati, chimico italiano (Mantova, n. 1869 - Roma, † 1956)

## Chitarristi(2)
- Ricky Belloni, chitarrista e cantante italiano (Milano, n. 1952)
- Arturo Tallini, chitarrista italiano (Napoli, n. 1958)

## Ciclisti su strada(5)
- Arturo Bresciani, ciclista su strada e pistard italiano (Verona, n. 1899 - † 1948)
- Arturo Ferrario, ciclista su strada italiano (Milano, n. 1891 - Milano, † 1961)
- Arturo Nuvolari, ciclista su strada italiano (Castel d'Ario, n. 1863 - Castel d'Ario, † 1938)
- Arturo Pecchielan, ex ciclista su strada e ciclocrossista italiano (Candiana, n. 1944)
- Arturo Sabbadin, ex ciclista su strada italiano (Caltana di Santa Maria di Sala, n. 1939)

## Compositori(6)
- Arturo Annecchino, compositore e pianista venezuelano (Caracas, n. 1954)
- Arturo Berutti, compositore e musicista argentino (San Juan, n. 1862 - Buenos Aires, † 1938)
- Arturo Buzzi-Peccia, compositore italiano (Milano, n. 1854 - New York, † 1946)
- Arturo Cadore, compositore e organista italiano (Soresina, n. 1877 - Gaggiano, † 1929)
- Arturo Rodas, compositore ecuadoriano (Quito, n. 1954)
- Arturo Zardini, compositore italiano (Pontebba, n. 1869 - Udine, † 1923)

## Critici letterari(1)
- Arturo Farinelli, critico letterario e germanista italiano (Intra, n. 1867 - Torino, † 1948)

## Direttori d'orchestra(3)
- Arturo Basile, direttore d'orchestra italiano (Canicattini Bagni, n. 1914 - Vercelli, † 1968)
- Arturo Toscanini, direttore d'orchestra italiano (Parma, n. 1867 - New York, † 1957)
- Arturo Vigna, direttore d'orchestra italiano (Torino, n. 1863 - Milano, † 1927)

## Direttori della fotografia(1)
- Arturo Gallea, direttore della fotografia italiano (Torino, n. 1895 - Roma, † 1959)

## Dirigenti d'azienda(1)
- Arturo Maira, dirigente d'azienda e militare italiano (Canicattì, n. 1899 - Gruda, † 1943)

## Doppiatori(2)
- Arturo Mercado Jr., doppiatore, direttore del doppiaggio e attore messicano (Città del Messico, n. 1974)
- Arturo Mercado, doppiatore e direttore del doppiaggio messicano (Acámbaro, n. 1940)

## Economisti(1)
- Arturo Herrera Gutiérrez, economista, funzionario e politico messicano (Actopan, n. 1966)

## Fantini(1)
- Arturo Bocci, fantino italiano (Monteroni d'Arbia, n. 1887 - Cavriglia, † 1939)

## Filosofi(3)
- Arturo Carsetti, filosofo italiano (Viterbo, n. 1940 - Aprilia, † 2024)
- Arturo Massolo, filosofo e storico italiano (Palermo, n. 1909 - Pisa, † 1966)
- Arturo Reghini, filosofo e esoterista italiano (Firenze, n. 1878 - Budrio, † 1946)

## Fotografi(3)
- Arturo Ghergo, fotografo italiano (Montefano, n. 1901 - Roma, † 1959)
- Arturo Mari, fotografo italiano (Roma, n. 1940)
- Arturo Zavattini, fotografo e direttore della fotografia italiano (Luzzara, n. 1930)

## Fumettisti(2)
- Arturo Del Castillo, fumettista cileno (Concepción, n. 1925 - Buenos Aires, † 1992)
- Arturo Lanteri, fumettista e regista argentino (n. 1891 - † 1975)

## Funzionari(1)
- Arturo Bocchini, prefetto e politico italiano (San Giorgio la Montagna, n. 1880 - Roma, † 1940)

## Generali(8)
- Arturo Benigni, generale italiano (Mercogliano, n. 1890 - Roma, † 1961)
- Arturo Cittadini, generale italiano (Osimo, n. 1864 - Albate, † 1928)
- Arturo Esposito, generale italiano (Napoli, n. 1949)
- Arturo Kellner Ongaro, generale italiano (Praga, n. 1888 - Padova, † 1965)
- Arturo Rawson Corvalan, generale e politico argentino (Santiago del Estero, n. 1885 - Buenos Aires, † 1952)
- Arturo Scattini, generale italiano (Bergamo, n. 1890 - Roma, † 1970)
- Arturo Torriano, generale italiano (Alessandria, n. 1889 - Torino, † 1950)
- Arturo Vacca Maggiolini, generale e politico italiano (Pinerolo, n. 1872 - Roma, † 1959)

## Genetisti(1)
- Arturo Falaschi, genetista italiano (Roma, n. 1933 - Montopoli in Val d'Arno, † 2010)

## Geologi(1)
- Arturo Cozzaglio, geologo e ingegnere italiano (Tremosine sul Garda, n. 1862 - Tremosine sul Garda, † 1950)

## Giocatori di biliardo(1)
- Arturo Albrito, giocatore di biliardo italiano (Alba, n. 1960)

## Giocatori di polo(1)
- Arturo Kenny, giocatore di polo argentino (Buenos Aires, n. 1888)

## Giornalisti(10)
- Arturo Chiodi, giornalista, saggista e scrittore italiano (Tornata, n. 1920 - Bolzano, † 2003)
- Arturo Codignola, giornalista italiano (Nizza, n. 1893 - Genova, † 1971)
- Arturo Colautti, giornalista, scrittore e librettista italiano (Zara, n. 1851 - Roma, † 1914)
- Arturo Collana, giornalista italiano (n. 1894 - † 1959)
- Arturo Di Corinto, giornalista, saggista e attivista italiano (Lanciano, n. 1967)
- Arturo Diaconale, giornalista, politico e dirigente sportivo italiano (Montorio al Vomano, n. 1945 - Roma, † 2020)
- Arturo Maria Guatelli, giornalista e politico italiano (Roma, n. 1934 - Roma, † 2000)
- Arturo Lanocita, giornalista, scrittore e critico cinematografico italiano (Limbadi, n. 1904 - Milano, † 1983)
- Arturo Rossato, giornalista, commediografo e librettista italiano (Vicenza, n. 1882 - Milano, † 1942)
- Arturo Schaerer, giornalista e imprenditore paraguaiano (Asunción, n. 1907 - Asunción, † 1979)

## Giuristi(2)
- Arturo Carlo Jemolo, giurista e storico italiano (Roma, n. 1891 - Roma, † 1981)
- Arturo Rocco, giurista italiano (Napoli, n. 1876 - Roma, † 1942)

## Glottologi(1)
- Arturo Aly Belfàdel, glottologo e esperantista italiano (Petralia Sottana, n. 1872 - Mirano, † 1945)

## Imprenditori(6)
- Arturo Baranzini, imprenditore, politico e antifascista italiano (Angera, n. 1875 - Milano, † 1937)
- Arturo Cassina, imprenditore italiano (Cernobbio, n. 1912 - Palermo, † 2000)
- Arturo Ferrara, imprenditore e inventore italiano (Robbio, n. 1914 - Robbio, † 2009)
- Arturo Magni, imprenditore e dirigente sportivo italiano (Usmate Velate, n. 1925 - Samarate, † 2015)
- Arturo Malignani, imprenditore e inventore italiano (Udine, n. 1865 - Udine, † 1939)
- Arturo Rognoni, imprenditore e politico italiano (Milano, n. 1897 - † 1984)

## Ingegneri(6)
- Arturo Boccassini, ingegnere italiano (Barletta, n. 1887 - Barletta, † 1952)
- Arturo Bocciardo, ingegnere, dirigente d'azienda e politico italiano (Genova, n. 1876 - Genova, † 1959)
- Arturo Caprotti, ingegnere italiano (Moscazzano, n. 1881 - Milano, † 1938)
- Arturo Danusso, ingegnere e politico italiano (Priocca, n. 1880 - Milano, † 1968)
- Arturo Gilardoni, ingegnere e imprenditore italiano (Mandello del Lario, n. 1905 - † 1987)
- Arturo Tanesini, ingegnere, alpinista e saggista italiano (Faenza, n. 1905 - Sasso Marconi, † 1982)

## Linguisti(1)
- Arturo Cronia, linguista italiano (Zara, n. 1896 - Abano Terme, † 1967)

## Lunghisti(1)
- Arturo Maffei, lunghista e calciatore italiano (Viareggio, n. 1909 - Torre del Lago Puccini, † 2006)

## Magistrati(1)
- Arturo Marzano, magistrato e politico italiano (Botrugno, n. 1897 - Campi Salentina, † 1976)

## Marciatori(2)
- Arturo Balestrieri, marciatore, calciatore e dirigente sportivo italiano (Roma, n. 1874 - Cremona, † 1945)
- Arturo Di Mezza, ex marciatore italiano (Napoli, n. 1969)

## Matematici(1)
- Arturo Maroni, matematico italiano (Firenze, n. 1873 - Montecatini Val di Cecina, † 1966)

## Medici(3)
- Arturo Beretta, medico italiano (Bologna, n. 1876 - Bologna, † 1941)
- Arturo Castiglioni, medico italiano (Trieste, n. 1874 - Milano, † 1953)
- Arturo Pinna Pintor, medico italiano (Oristano, n. 1867 - Torino, † 1951)

## Mezzofondisti(1)
- Arturo Casado, mezzofondista spagnolo (Madrid, n. 1983)

## Militari(10)
- Arturo Bianchi, militare italiano (Pavia, n. 1900 - Pavia, † 1945)
- Arturo Catalano Gonzaga, militare italiano (Firenze, n. 1921 - Belluno, † 2000)
- Arturo Galuppi, militare italiano (Bologna, n. 1922 - Campagna italiana di Grecia, † 1941)
- Arturo Giuliano, militare e politico italiano (Arezzo, n. 1875 - Roma, † 1949)
- Arturo Guidoni, militare italiano (n. 1966)
- Arturo Guzmán Decena, militare e criminale messicano (Puebla, n. 1976 - Matamoros, † 2002)
- Arturo Mercanti, militare, pioniere dell'aviazione e pilota automobilistico italiano (Milano, n. 1875 - Dire Daua, † 1936)
- Arturo Pannilunghi, militare italiano (Siena, n. 1876 - † 1916)
- Arturo Puga, militare e politico cileno (Santiago del Cile, n. 1879 - Santiago del Cile, † 1944)
- Arturo Triangi di Maderno e Laces, militare e politico italiano (Fiesole, n. 1864 - Firenze, † 1935)

## Missionari(1)
- Arturo Ballabio, missionario e ex calciatore italiano (Figino Serenza, n. 1949)

## Nobili(5)
- Arturo III di Bretagna, nobile (Sarzeau, n. 1393 - Nantes, † 1458)
- Arturo II di Bretagna, nobile (n. 1262 - Marzan, † 1312)
- Arturo I di Bretagna, nobile (Nantes, n. 1187 - Normandia, † 1203)
- Arturo Plantageneto, nobile e militare britannico (Calais - Londra, † 1542)
- Arturo, duca di Connaught e Strathearn, nobile (Buckingham Palace, n. 1850 - Bagshot Park, † 1942)

## Organisti(1)
- Arturo Sacchetti, organista italiano (Santhià, n. 1941)

## Pallanuotisti(2)
- Arturo Coste, pallanuotista messicano (n. 1927)
- Turu Rizzo, pallanuotista maltese (Sliema, n. 1894 - Pietà, † 1961)

## Pallavolisti(1)
- Arturo Iglesias, pallavolista portoricano (San Juan, n. 1995)

## Partigiani(1)
- Arturo Capettini, partigiano italiano (Zeme, n. 1900 - Milano, † 1943)

## Pianisti(2)
- Arturo Benedetti Michelangeli, pianista italiano (Brescia, n. 1920 - Lugano, † 1995)
- Arturo Stalteri, pianista, compositore e conduttore radiofonico italiano (Roma, n. 1959)

## Piloti automobilistici(1)
- Arturo Merzario, ex pilota automobilistico italiano (Civenna, n. 1943)

## Piloti motociclistici(1)
- Arturo Tizón, pilota motociclistico spagnolo (La Vall d'Uixó, n. 1984 - Alcudia de Veo, † 2021)

## Pittori(20)
- Arturo Abbà, pittore italiano (Milano, n. 1881 - Milano, † 1953)
- Arturo Benvenuti, pittore, poeta e fotografo italiano (Oderzo, n. 1923 - Oderzo, † 2020)
- Arturo Bonfanti, pittore e illustratore italiano (Bergamo, n. 1905 - Bergamo, † 1978)
- Arturo Castelli, pittore, litografo e incisore italiano (Brescia, n. 1870 - Brescia, † 1919)
- Arturo Checchi, pittore italiano (Fucecchio, n. 1886 - Perugia, † 1971)
- Arturo Chelini, pittore italiano (Lucca, n. 1877 - Lucca, † 1942)
- Arturo Ciacelli, pittore, scenografo e decoratore italiano (Arnara, n. 1883 - Venezia, † 1966)
- Arturo Di Donato, pittore italiano (Chieti, n. 1880 - Chieti, † 1932)
- Arturo Faldi, pittore italiano (Firenze, n. 1856 - Firenze, † 1911)
- Arturo Ferrari, pittore italiano (Milano, n. 1861 - Milano, † 1932)
- Arturo Moradei, pittore italiano (Firenze, n. 1840 - Ravenna, † 1901)
- Arturo Nathan, pittore italiano (Trieste, n. 1891 - Biberach an der Riß, † 1944)
- Arturo Noci, pittore italiano (Roma, n. 1874 - New York, † 1953)
- Arturo Pagliai, pittore italiano (Livorno, n. 1852 - Livorno, † 1896)
- Arturo Raffaldini, pittore e restauratore italiano (Mantova, n. 1899 - Firenze, † 1962)
- Arturo Rietti, pittore italiano (Trieste, n. 1863 - Fontaniva, † 1943)
- Arturo Stagliano, pittore, scultore e medaglista italiano (Guglionesi, n. 1867 - Torino, † 1936)
- Arturo Tosi, pittore italiano (Busto Arsizio, n. 1871 - Milano, † 1956)
- Arturo Viligiardi, pittore, scultore e architetto italiano (Siena, n. 1869 - Siena, † 1936)
- Arturo Zanieri, pittore italiano (Firenze, n. 1870 - Maccagno, † 1955)

## Poeti(2)
- Arturo Graf, poeta, aforista e critico letterario italiano (Atene, n. 1848 - Torino, † 1913)
- Arturo Onofri, poeta e scrittore italiano (Roma, n. 1885 - Roma, † 1928)

## Politici(28)
- Arturo Armato, politico italiano (Marsala, n. 1887 - Marsala, † 1965)
- Arturo Bendini, politico italiano (Brescia, n. 1891 - Francia, † 1944)
- Arturo Burato, politico italiano (Montebello Vicentino, n. 1898 - San Bonifacio, † 1967)
- Arturo Caroti, politico e scrittore italiano (Firenze, n. 1875 - Mosca, † 1931)
- Arturo Colombi, politico, sindacalista e partigiano italiano (Massa, n. 1900 - Roma, † 1983)
- Arturo Frondizi, politico argentino (Paso de los Libres, n. 1908 - Buenos Aires, † 1995)
- Arturo Ganucci Cancellieri, politico e avvocato italiano (Pistoia, n. 1867 - Pistoia, † 1936)
- Arturo Iannaccone, politico italiano (Avellino, n. 1956)
- Arturo Umberto Illia, politico argentino (Pergamino, n. 1900 - Córdoba, † 1983)
- Arturo Jelardi, politico e giornalista italiano (San Marco dei Cavoti, n. 1896 - San Marco dei Cavoti, † 1944)
- Arturo Labriola, politico e economista italiano (Napoli, n. 1873 - Napoli, † 1959)
- Arturo Lezama, politico uruguaiano (n. 1899 - † 1964)
- Arturo Luzzatto, politico italiano (Milano, n. 1861 - Roma, † 1945)
- Arturo Maineri de Meichsenau, politico e matematico italiano (Fiume, n. 1904 - Cagliari, † 1966)
- Arturo Marescalchi, politico e enologo italiano (Baricella, n. 1869 - Salò, † 1955)
- Arturo Marzano, politico italiano (Pozzuoli, n. 1947)
- Arturo Michelini, politico e giornalista italiano (Firenze, n. 1909 - Roma, † 1969)
- Arturo Armando Molina, politico e militare salvadoregno (San Salvador, n. 1927 - † 2021)
- Arturo Osio, politico italiano (Bellano, n. 1932)
- Arturo Pacini, politico italiano (Lucca, n. 1925 - Lucca, † 2011)
- Arturo Parisi, politico italiano (San Mango Piemonte, n. 1940)
- Arturo Robba, politico italiano (Ivrea, n. 1903 - † 1986)
- Arturo Schwarz, politico, editore e saggista italiano (Alessandria d'Egitto, n. 1924 - Genova, † 2021)
- Arturo Scotto, politico italiano (Torre del Greco, n. 1978)
- Arturo Tolentino, politico filippino (Tondo, n. 1910 - Quezon City, † 2004)
- Arturo Vella, politico e antifascista italiano (Caltagirone, n. 1886 - Roma, † 1943)
- Arturo Viviani, politico e avvocato italiano (Siena, n. 1916 - † 2005)
- Arturo Mario Zambrino, politico italiano (San Chirico Raparo, n. 1922 - Orvieto, † 2010)

## Presbiteri(4)
- Arturo Capone, presbitero e storiografo italiano (Salerno, n. 1868 - Salerno, † 1944)
- Arturo D'Onofrio, presbitero italiano (Visciano, n. 1914 - Visciano, † 2006)
- Arturo Paoli, presbitero, religioso e missionario italiano (Lucca, n. 1912 - Lucca, † 2015)
- Arturo Sosa Abascal, presbitero venezuelano (Caracas, n. 1948)

## Principi(2)
- Arturo di Connaught, principe inglese (Castello di Windsor, n. 1883 - Londra, † 1938)
- Arturo Tudor, principe britannico (Winchester, n. 1486 - Ludlow, † 1502)

## Produttori cinematografici(2)
- Arturo La Pegna, produttore cinematografico e produttore televisivo italiano (n. 1928 - Roma, † 2001)
- Arturo Paglia, produttore cinematografico e attore italiano (Napoli, n. 1970)

## Produttori discografici(1)
- Lester Nowhere, produttore discografico e arrangiatore italiano (Prato, n. 1998)

## Psichiatri(1)
- Arturo Donaggio, psichiatra italiano (Falconara Marittima, n. 1868 - Bologna, † 1942)

## Pugili(3)
- Arturo Badillo, pugile messicano (Tijuana, n. 1987)
- Arturo Gatti, pugile italiano (Cassino, n. 1972 - Porto de Galinhas, † 2009)
- Arturo Rodríguez, pugile e rugbista a 15 argentino (San Luis, n. 1907 - Buenos Aires, † 1982)

## Rapper(1)
- Side Baby, rapper italiano (Roma, n. 1994)

## Registi(5)
- Arturo Acevedo Vallarino, regista e drammaturgo colombiano (Bogotà, n. 1873 - † 1950)
- Arturo Carrari, regista cinematografico e produttore cinematografico italiano (Provincia di Modena, n. 1867 - † 1935)
- Arturo Gemmiti, regista italiano (Sora, n. 1909 - Roma, † 1991)
- Arturo Ripstein, regista messicano (Città del Messico, n. 1943)
- Arturo Villone, regista italiano (Torino, n. 1960)

## Rugbisti a 15(1)
- Arturo Bergamasco, ex rugbista a 15, allenatore di rugby a 15 e dirigente sportivo italiano (Carrara Santo Stefano, n. 1951)

## Scacchisti(2)
- Arturo Pomar, scacchista spagnolo (Palma di Majorca, n. 1931 - Barcellona, † 2016)
- Arturo Reggio, scacchista e compositore di scacchi italiano (Gorizia, n. 1862 - Milano, † 1917)

## Schermidori(5)
- Arturo De Vecchi, schermidore italiano (Messina, n. 1898 - † 1988)
- Arturo Di Lorenzo, schermidore italiano
- Arturo Ferrando, schermidore italiano (Genova, n. 1913)
- Arturo Montorsi, ex schermidore italiano
- Arturo Simont, schermidore messicano (n. 1972)

## Scienziati(1)
- Arturo Issel, scienziato, geologo e paleontologo italiano (Genova, n. 1842 - Genova, † 1922)

## Scrittori(11)
- Arturo Barea, scrittore, saggista e giornalista spagnolo (Badajoz, n. 1897 - Faringdon, † 1957)
- Arturo Capdevila, scrittore e poeta argentino (Córdoba, n. 1889 - Buenos Aires, † 1967)
- Arturo Lancellotti, scrittore e critico d'arte italiano (Napoli, n. 1877 - Roma, † 1968)
- Arturo Loria, scrittore italiano (Carpi, n. 1902 - Firenze, † 1957)
- Arturo Marpicati, scrittore e politico italiano (Ghedi, n. 1891 - Belluno, † 1961)
- Arturo Olivieri Sangiacomo, scrittore e giornalista italiano (Torino, n. 1861 - Roma, † 1903)
- Arturo Pérez-Reverte, scrittore e giornalista spagnolo (Cartagena, n. 1951)
- Arturo Stanghellini, scrittore italiano (Pistoia, n. 1887 - Pistoia, † 1948)
- Arturo Tofanelli, scrittore, giornalista e traduttore italiano (Cerreto Guidi, n. 1908 - Milano, † 1994)
- Arturo Uslar Pietri, scrittore, politico e diplomatico venezuelano (Caracas, n. 1906 - Caracas, † 2001)
- Arturo Zanuso, scrittore e traduttore italiano (Valdagno, n. 1903 - Valdagno, † 1968)

## Scultori(6)
- Arturo Carmassi, scultore e pittore italiano (Lucca, n. 1925 - Empoli, † 2015)
- Arturo Dazzi, scultore e pittore italiano (Carrara, n. 1881 - Pisa, † 1966)
- Arturo Di Modica, scultore italiano (Vittoria, n. 1941 - Vittoria, † 2021)
- Arturo Martini, scultore, pittore e incisore italiano (Treviso, n. 1889 - Milano, † 1947)
- Arturo Mélida, scultore spagnolo (Madrid, n. 1849 - Madrid, † 1902)
- Arturo Orsoni, scultore italiano (Vedrana di Budrio, n. 1867 - Bologna, † 1928)

## Sindacalisti(2)
- Arturo Chiari, sindacalista italiano (Firenze, n. 1891 - Firenze, † 1959)
- Arturo Giovannitti, sindacalista, attivista e poeta italiano (Ripabottoni, n. 1884 - New York, † 1959)

## Sportivi(1)
- Arturo Coello, sportivo spagnolo (Mojados, n. 2002)

## Storici(3)
- Arturo Colombo, storico e giornalista italiano (Milano, n. 1934 - Milano, † 2016)
- Arturo Ferretto, storico italiano (Rapallo, n. 1867 - Genova, † 1928)
- Arturo Pascal, storico e letterato italiano (Luserna San Giovanni, n. 1887 - Torino, † 1967)

## Storici dell'arte(2)
- Arturo Galansino, storico dell'arte e critico d'arte italiano (Nizza Monferrato, n. 1976)
- Arturo Carlo Quintavalle, storico dell'arte italiano (Parma, n. 1936)

## Supercentenari(1)
- Arturo Licata, supercentenario italiano (Enna, n. 1902 - Enna, † 2014)

## Tenori(1)
- Arturo Ferrara, tenore italiano (Francavilla di Sicilia, n. 1900 - Giardini-Naxos, † 1983)

## Teologi(1)
- Arturo Cattaneo, teologo svizzero (Lugano, n. 1948)

## Trasformisti(1)
- Arturo Brachetti, trasformista, attore e illusionista italiano (Torino, n. 1957)

## Trombettisti(1)
- Arturo Sandoval, trombettista e pianista cubano (Artemisa, n. 1949)

## Tuffatori(1)
- Arturo Miranda, tuffatore cubano (L'Avana, n. 1971)

## Urbanisti(1)
- Arturo Soria, urbanista, ingegnere e giornalista spagnolo (Madrid, n. 1844 - Madrid, † 1920)

## Vescovi cattolici(4)
- Arturo Aiello, vescovo cattolico italiano (Vico Equense, n. 1955)
- Arturo de Jesús Correa Toro, vescovo cattolico colombiano (Ituango, n. 1941 - Pasto, † 2021)
- Arturo Eduardo Fajardo Bustamante, vescovo cattolico uruguaiano (Aiguá, n. 1961)
- Arturo Lona Reyes, vescovo cattolico messicano (Aguascalientes, n. 1925 - Lagunas, † 2020)

## Violinisti(1)
- Arturo Prestipino, violinista e compositore italiano (Gioiosa Marea, n. 1911 - Milano, † 1989)

## Violoncellisti(3)
- Arturo Bonucci, violoncellista italiano (Roma, n. 1894 - Roma, † 1964)
- Arturo Bonucci, violoncellista italiano (Roma, n. 1954 - Pantelleria, † 2002)
- Arturo Cuccoli, violoncellista e docente italiano (Bologna, n. 1869 - Padova, † 1935)

## Wrestler(1)
- Villano III, wrestler messicano (Città del Messico, n. 1952 - Città del Messico, † 2018)